# Рівненська обласна філармонія
Рівненська обласна філармонія — філармонія обласного значення в місті Рівному. Заснована 1939 року. 1987 року відкрилась зала органної та камерної музики, до цього заклад не мав власного місця для виступів.

В різний час у філармонії працювали різні колективи та виконавці, серед них хорова капела, циркові та лекторські бригади, ансамбль пісні і танцю «Полісся», ансамбль циганської пісні і танцю «Мелодії Ромен», вокально-інструментальні ансамблі «Олеся» та «Жайвір», естрадні колективи за участю І. Поноровської та Л. Доліної, ансамбль пісні і танцю «Зоря».

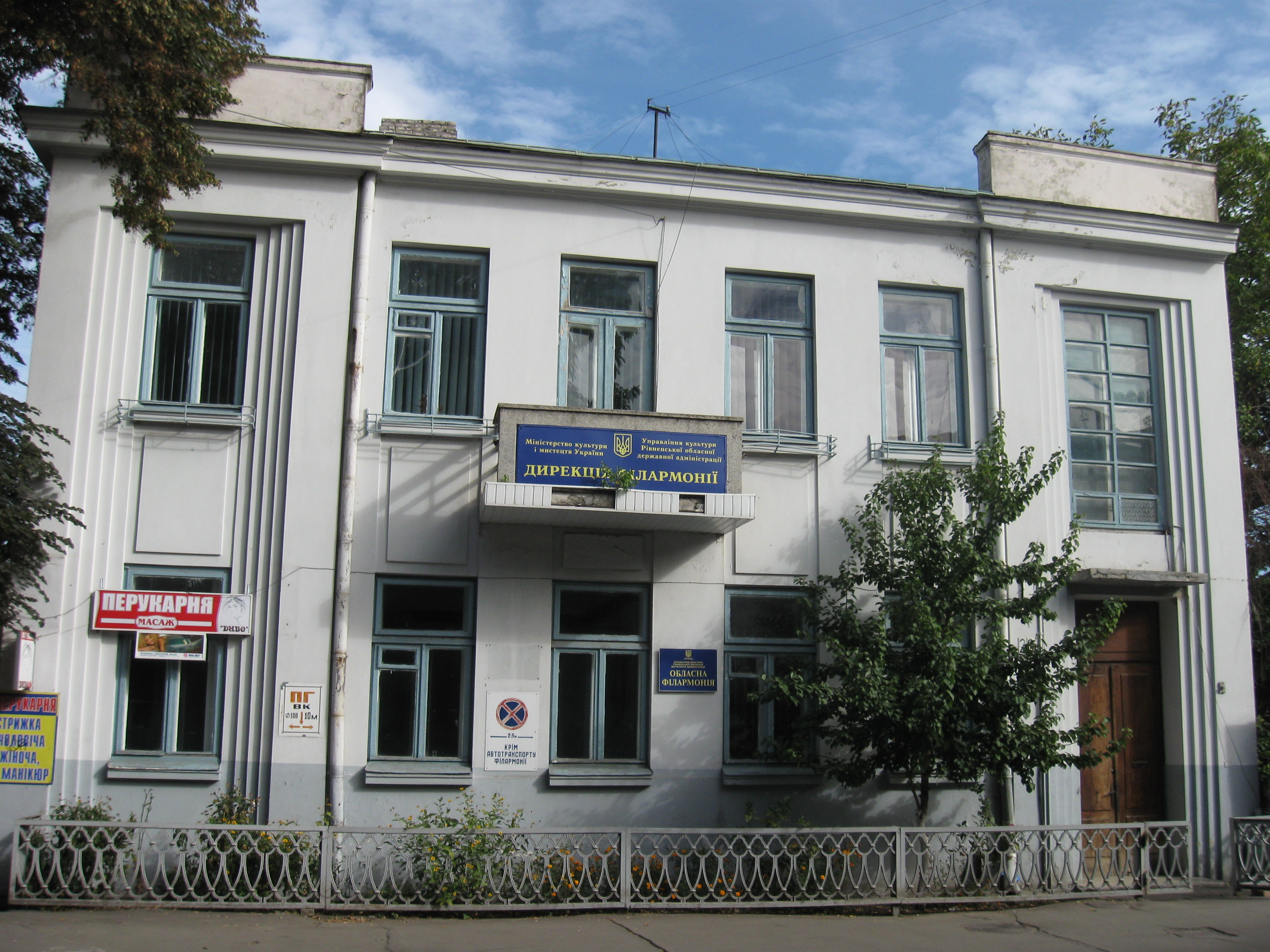
Адміністративна будівля на вулиці Драгоманова, 20

До 1980 р. директором філармонії був Вегера Г. С., з 1980—2005 р. — директор –художній керівник заслужений діяч мистецтв України Мельничук С. Ф.
До 1987 р. Рівненська філармонія не мала базової концертної локації, у 1987 р. відкрився зал камерної та органної музики, в 1989 р. був виготовлений за індивідуальним проектом орган ОР № 3609 виробництва фірми «Рігер — Клосс» (м. Крнов ЧССР) встановлений та прийнятий державною комісією від 26 .08.89 р. м. Рівне (комісія затверджена наказом Міністерства культури № 360 від 12 .09.89 р.). З 1987 р. адміністрація філармонії знаходиться за адресою м. Рівне вул. Драгоманова, 20.
Рішенням № 322 від 28 .10. 97 р. Рівненської міської ради народних депутатів та актом державної комісії від 30.09.87 р. зал камерної та органної музики був прийнятий в експлуатацію після ремонтно-реставраційних робіт . Рішенням Рівненського облвиконкому № 140 від 28.07.90 р. Ох. № 9 — Рв зал камерної та органної музики взятий на державний облік. Згідно протоколу від 27.06.93 р. засіданням містобудівної ради будівлю колишнього костелу вирішили рахувати пам'ятником архітектури місцевого значення.
Давньою традицією є органні концерти Рівненської обласної філармонії. Унікальний орган фірми Рігер-Клосс м. Крнов ЧССР дозволяє виконувати весь спектр світової органної музики. Кращі органісти України та Європи беруть участь у щорічних фестивалях органної музики Рівненської обласної філармонії.
Також зал камерної та органної музики є базовою локацією для камерного оркестру Рівненської облфілармонії, чудового колективу, одного з найстарших оркестрів України — в репертуарі якого кращі зразки світової музики.
До зміни керівництва у 2004 р. у філармонії працювали такі колективи і артисти: Лауреат міжнародних конкурсів камерний оркестр (заснований в 1975 р.), гурт «Барви», тріо «Контрасти», циркова група, заслужені артисти України: Н-М. Фарина, Т. Денисюк, М. Іванів. Г. Грицюк.
З 2004 по 2011 роки рівненську обласну філармонію очолювали Микола Орешко (директор) та Сергій Кульчинський (художній керівник). В цей період створені нові колективи: ансамбль «Концертіно», фольк-театр «Дуліби». Філармонія поповнилась артистами естрадного жанру: народний артист України Степан Гіга та співаком і композитором Сашком Невже. Також присвоєно звання «Заслужений артист України» солістці філармонії Людмилі Гуровій, «Заслужений артист України» солісту філармонії Миколі Швидківу.
2009 рік став значущим для філармонії. Камерний оркестр здобув звання Лауреата ІІ премії Першого Республіканського конкурсу «Прем'єр-Палац» у Києві, а в грудні цього ж року надано статус «Академічний камерний оркестр».
З квітня 2011 р. по серпень 2012 р. директором філармонії був заслужений діяч мистецтв України Олександр Тарасенко. В концертній діяльності філармонії з культурно-просвітницькою метою запроваджено абонементні програми, та цикли концертів.
2012 рік ювілейний для залу камерної та органної музики — виповнюється 25 років з моменту його відкриття. Всі ці роки улюблений зал рівненських меломанів виконує велику і благородну роботу. Він є центром музичного життя нашого міста та області . Десятки тисяч слухачів, покоління молодих людей виховуються на прекрасних взірцях класичної музики. Сотні провідних музикантів України та із-за кордону презентували рівнянам та гостям Рівного на нашій сцені своє мистецтво. З жовтня 2014 року — художній керівник і диригент оркестру Ольга Трофимчук.
З 6 жовтня 2014 року директором Рівненської обласної філармонії знову призначено Миколу Орешка.  Діяльність філармонії активно спрямувано на пропаганду вітчизняного мистецтва, класичної спадщини, відродження української національної культури. Участь артистів РОФ у загальнодержавних заходах, мистецько-культурних та громадських акціях міста та області.
Від часу відкриття зал камерної та органної музики є центром музичного життя нашого міста та області .Десятки тисяч слухачів, покоління дітей виховуються на прекрасних взірцях класичної музики, що лунає в цьому залі протягом років його існування.
Інструментальна, органна, вокальна музика, творчість, як наших артистів, так і запрошених майстрів та молодих виконавців представлятиметься в традиційній формі, і у формі синтезу мистецтв. Активно розвиваються й інші концертні напрямки: музейно-екскурсійні та літні концерти на повітрі, а також програми для цільових груп (діти, молоді мами, студентство, люди зрілого віку…).
У  2021 році директором Рівненської філармонії обрано Елеонору Стеценко, художній керівник філармонії - Руслана Шаліга.
У філармонії є такі колективи: академічний камерний оркестр, камерний ансамбль «Концертіно».